# レベッカ・ズロトヴスキ
レベッカ・ズロトヴスキ（Rebecca Zlotowski, 1980年4月21日 - ）は、フランス・パリ出身の映画監督・脚本家。

## 来歴
2006年から脚本家として活動を始め、2009年までに5本の短編映画の脚本を手がけた。その後、2010年に初の長編監督作『美しき棘』を発表。第63回カンヌ国際映画祭の監督週間部門で上映され、同年のルイ・デリュック賞では新人作品賞を受賞。母を亡くした思春期の少女を演じたレア・セドゥは第36回セザール賞の有望若手女優賞にノミネートされた。2013年には再びセドゥを起用し、原子力発電所を舞台にした『グランド・セントラル』を製作。第66回カンヌ国際映画祭のある視点部門に出品され、フランソワ・シャレ賞を受賞したほか、同年のカブール・ロマンチック映画祭ではグランプリを受賞。翌年のリュミエール賞ではズロトヴスキに特別賞が授与され、セドゥも女優賞を受賞した。2014年には第67回カンヌ国際映画祭の批評家週間部門のディスカバリー賞およびヴィジョナリー賞の審査員長に選出された。

## 監督作品
- 美しき棘 Belle Épine （2010年）
- グランド・セントラル Grand Central （2013年）
- プラネタリウム Planetarium （2016年）